# Regnbågsrörbock
Regnbågsrörbock (Donacia aquatica) är en skalbaggsart som först beskrevs av Carl von Linné 1758. Donacia aquatica ingår i släktet rörbockar och familjen bladbaggar.

## Beskrivning
En avlång skalbagge med smal mellankropp och bredare bakkropp. Kroppen har ett mycket iögonfallande utseende, med guldglänsande mellankropp, ben och undersida, samt täckvingar som har purpurröda längsband som är iridserande med ljusblått i mitten, följt av på ömse sidor grönt, rött, guldgult till grönt eller grönblått. De långa bakbenen har förtjockade lår. Kroppslängden är 6,5 till 9 mm.

## Utbredning
Utbredningsområdet omfattar större delen av Palearktis från Brittiska öarna i väster (där den är hotad) över Central- och Nordeuropa med sydgräns i Spanien, Frankrike och Italien till Ryssland. Arten förekommer i hela Sverige utom fjälltrakterna, och har observerats i hela Finland, i synnerhet i de södra delarna. Den är klassificerad som livskraftig i både Sverige och Finland.

## Ekologi
Arten lever nära sjöar, kärr, gölar i myrar och långsamma vattendrag. Larverna är akvatiska och lever troligen på olika starrarter. De fullbildade skalbaggarna, som är aktiva under maj och juni, sitter gärna på strandvegetation som bland annat starr, och på flytande växter som näckrosor och gäddnate. Även de vuxna djuren är växtätare, men det råder osäkerhet beträffande vilka växter de lever av.

### Fortplantning
Honan lägger äggen vid rötterna på värdväxterna under tidig sommar. Larverna andas genom att borra in bakänden i värdväxtens stam. De förpuppar sig under sensommaren; puppan hämtar även den sitt syre från värdväxten. Även om en del fullbildade skalbaggar har en kort aktivitetsperiod i september och oktober innan de övervintrar, övervintrar de flesta vuxna skalbaggarna i puppkokongen under vatten och kommer fram först till våren.

## Bildgalleri

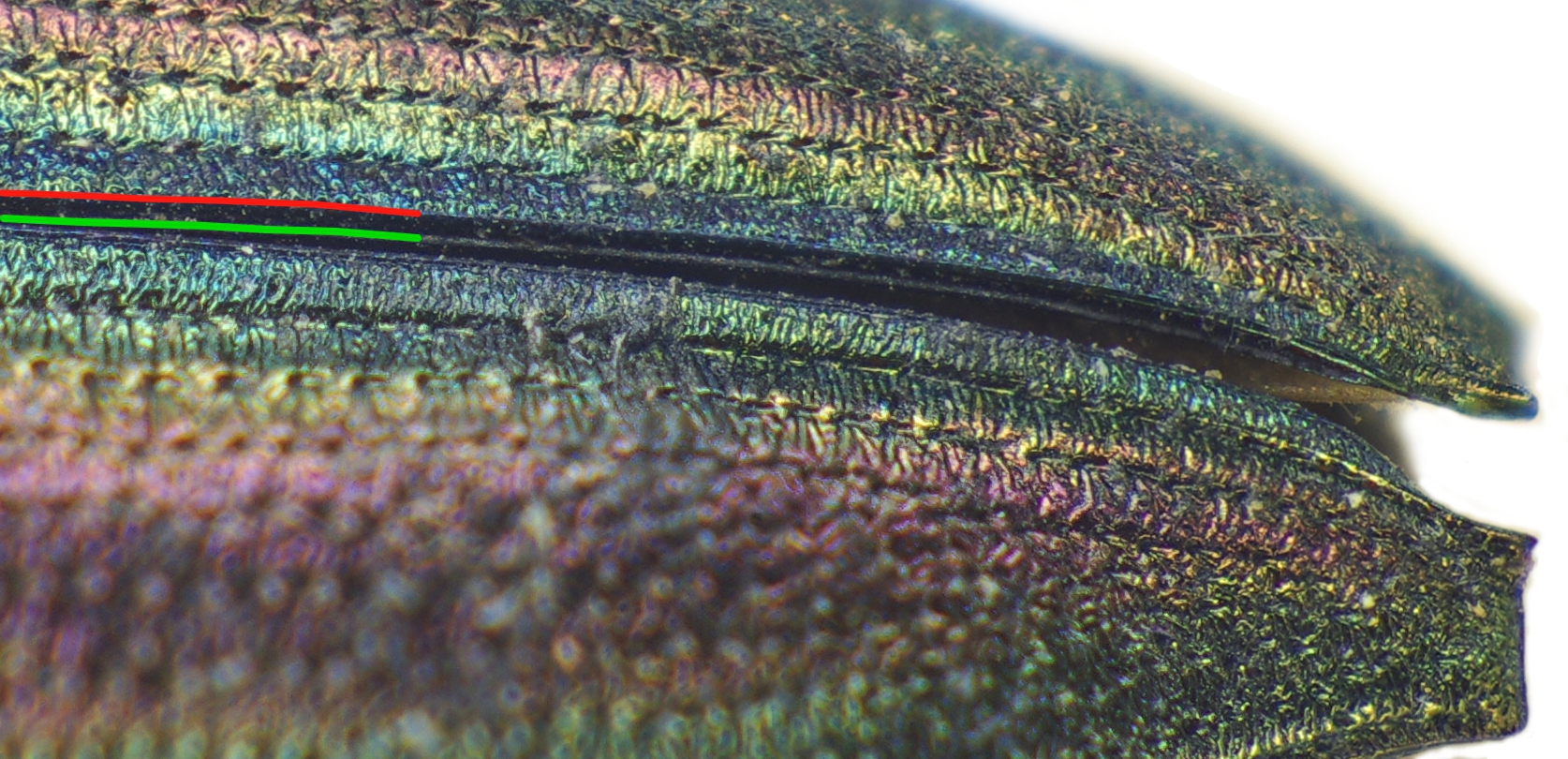
Närbild av täckvingarna.
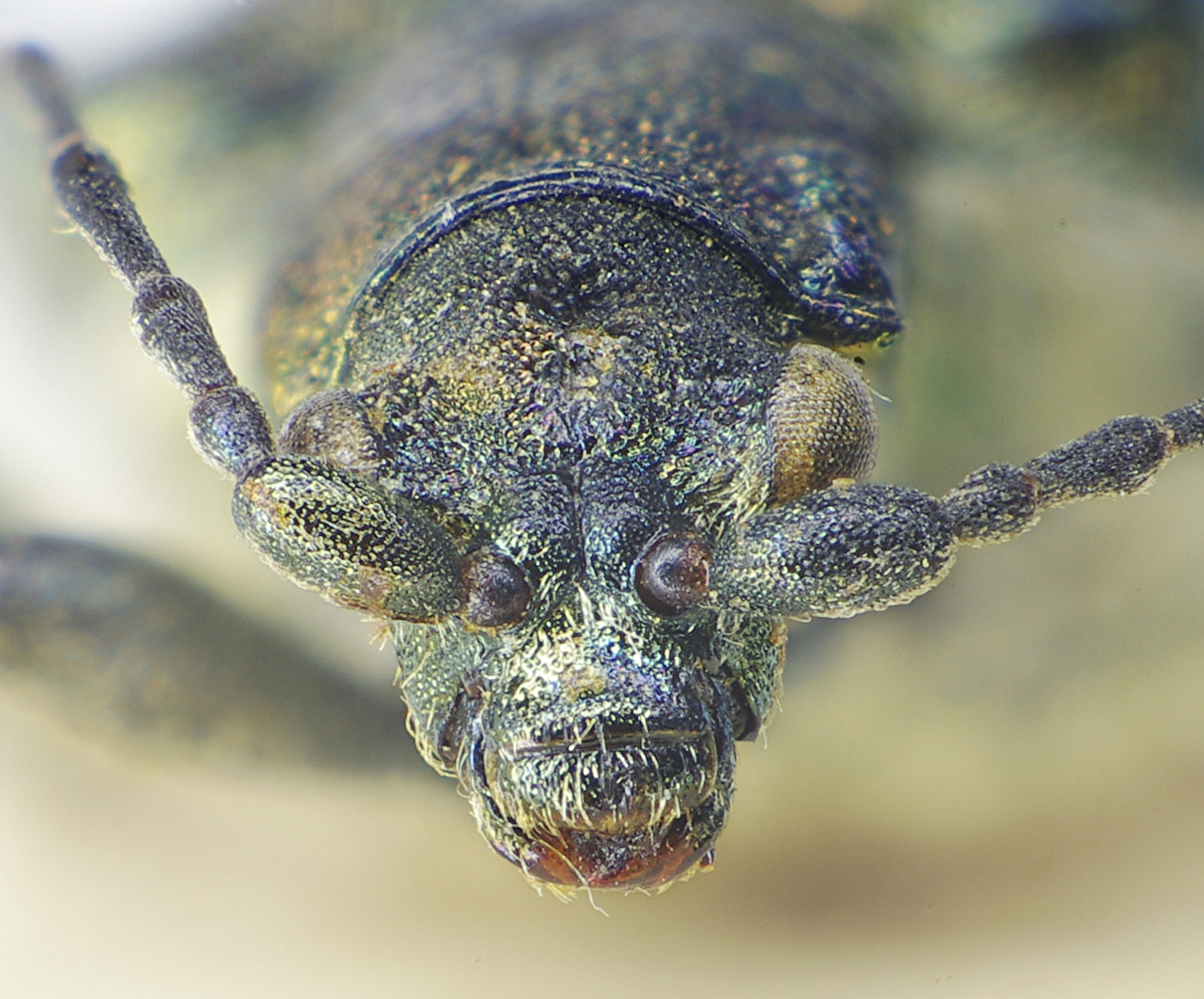
Närbild av huvudet.
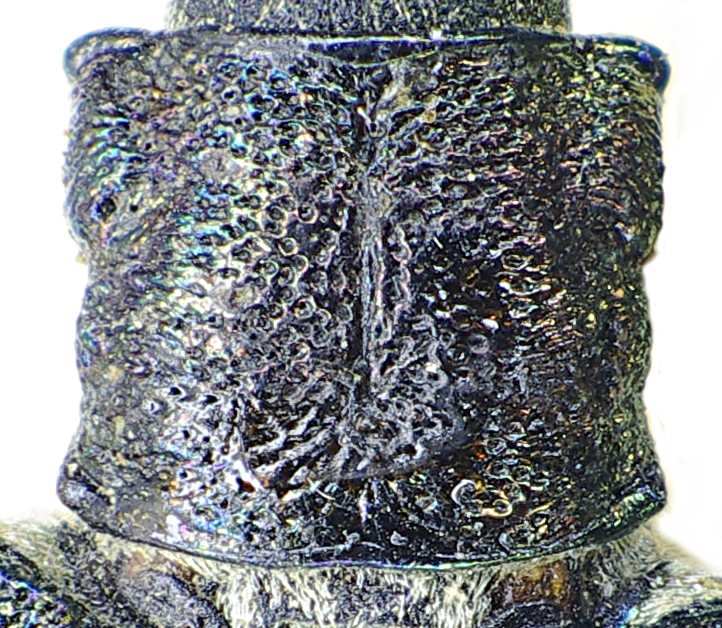
Närbild av mellankroppen.
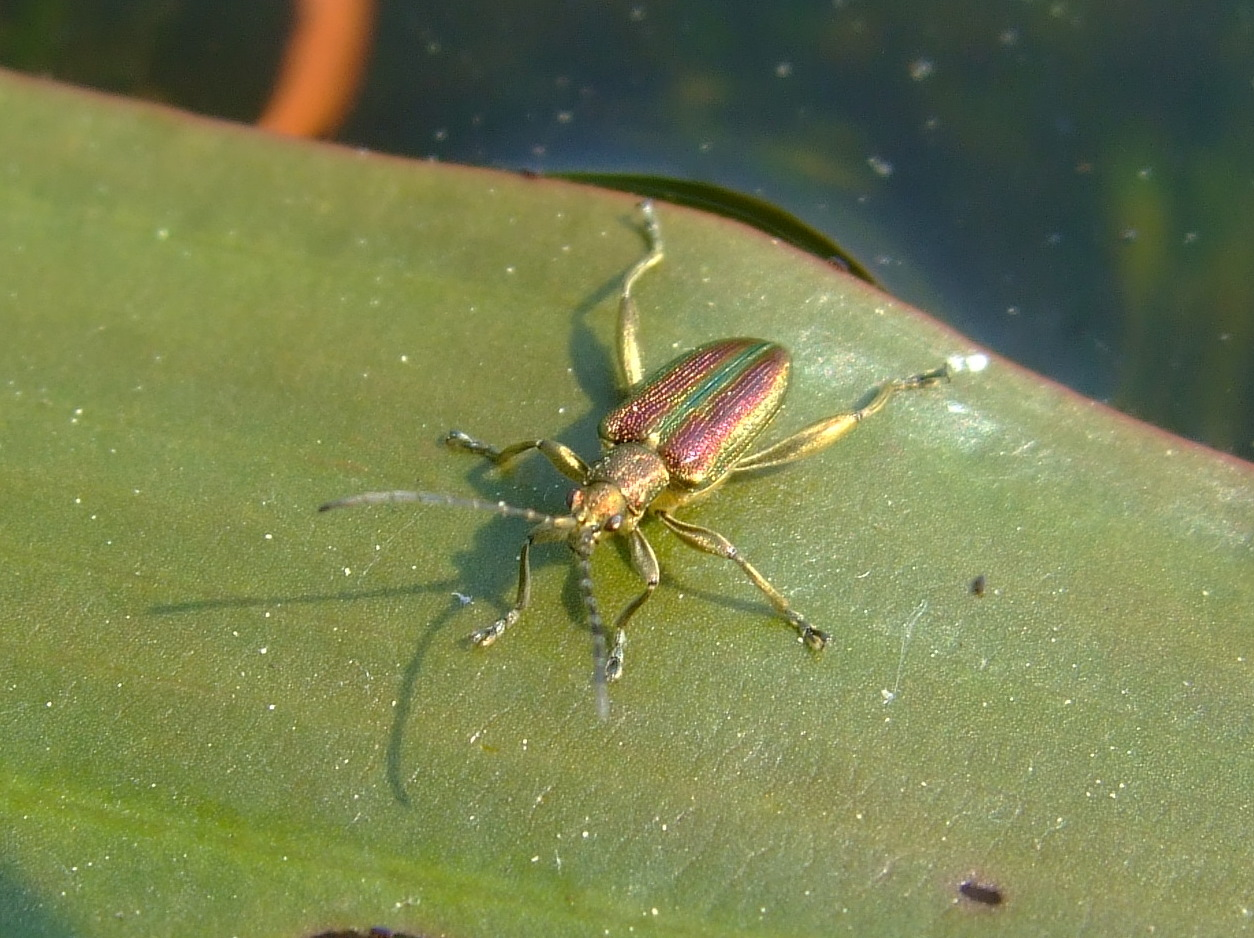
Regnbågsrörbock på gäddnate.